# Линько, Дмитрий Владимирович
Дмитрий Владимирович Линько (укр. Дмитро Володимирович Лінько; род. 14 июля 1987, Кировоград, СССР) — народный депутат Украины от «Радикальной партии Ляшко», член Комитета ВРУ 8-го созыва (с ноября 2014 года) по вопросам транспорта.

## Биография
В 2008 году окончил Киевский национальный университет имени Тараса Шевченко. Впервые персона Линько была упомянута в СМИ 18 октября 2008 года, когда он был замечен среди более ста задержанных правоохранителями участников марша правых сил посвященного 66-летию УПА. «Намерение никому неизвестных людей, организаций, которые выдают себя за националистов, ещё раз отметить маршем в Киеве праздник Покрова расцениваем как провокацию, направленную против организованного националистического движения и Украинского Государства в целом» — сообщили в тот день лидеры восьми киевских националистических организаций в совместном заявлении.
Некоторое время Линько состоял в «Братстве» Корчинского. Участвовал в революциях в Египте и Украине. В 2014 году служил в батальоне патрульной службы милиции особого назначения «Шахтёрск» (после расформирования из-за мародерства бойцов, его руководитель — наиболее одиозный торезский авторитет Руслан Онищенко-Абальмаз организовал спецроту «Торнадо»), потом (с сентября) 3 месяца был командиром батальона «Святая Мария».

## Взгляды
Линько считает вмешательством в дела Украины заявление посольства США от 31 июля 2017 года, в котором дается оценка новым судьям Верховного Суда и определённая рекомендация Поддержал обращение Ляшко к президенту и МИД Украины с требованием так повлиять на США, чтобы те отозвали своего посла в Киеве.

## Скандалы
26 января 2015 года вместе с Артёмом Витко перед открытием зимней сессии Парламентской ассамблеи Совета Европы напал на члена российской делегации и лидера КПРФ Геннадия Зюганова и его заместителя Ивана Мельникова, которым нанесли ряд толчков и в итоге облили символичной украинской «кровью». Нападение было совершено в поддержку украинской военной и депутата Верховной рады Надежды Савченко, находившейся в заключении в России.
20 апреля 2015 года комбат в сопровождении 15 вооруженных бойцов ворвался в офис частного нотариуса Анны Рыбалки в центре Киева. Они напали на одного из сотрудников нотариальной конторы и силой захватили помещение с архивом, компьютерами, мебелью. Захватчики сразу же изменили вывеску нотариуса на табличку «Приемная народного депутата». Приехавшие на место сотрудники МВД и охранной фирмы вооруженными людьми Линько не были допущены внутрь помещения. Линько сослался притом на Закон Украины «О статусе народного депутата Украины» 4 сентября 2016 года в селе Крюковщина под Киевом во время рейдерского захвата ООО «Химакс» люди нардепа Дмитрия Линько застрелили охранника.
31 марта 2017 года Дмитрий Линько участвовал в фабрикации дела против главреда "Страны" Игоря Гужвы. Он и его помощник заявили, что Гужва якобы вымогал у Линько деньги за снятие материала с сайта. Хотя это было ложью, что подтверждается и материалами дела. Линько пожаловался полиции в результате чего 22 июня по подозрению в вымогательстве 10 тыс. долларов за не размещение компрометирующих Линько материалов правоохранители задержали главного редактора интернет-издания «Страна» Игоря Гужву. Депутат объяснил, что таким образом борется со СМИ, позиция которых ему не нравится. Однопартиец Дмитрия Линько экс-нардеп Игорь Мосийчук  в 2019 году в интервью "Стране" рассказал, что дело Гужвы было полностью сфабриковано Службой безопасности Украины с подачи бывшего президента Украины Петра Порошенко и при участии нардепов от Радикальной партии Олега Ляшко.
1 ноября 2018 года был включен в список украинских физических лиц, против которых российским правительством введены санкции.

## Доходы
После избрания на внеочередных выборах нардепом у Дмитрия Линько и его матери Евы Линько появились активы из неизвестных источников на сумму около 4 миллионов гривен. И это при задекларированных доходах Дмитрия за 2013—2015 годы всего 172 тысячи гривен. В конце 2015 года, согласно его электронной декларации, на имя матери нардепа была приобретена квартира в Киеве в 24-этажном доме на Феодосийском переулке 14, площадью 79 м², стоимостью около 2,5 млн гривен. Стоит заметить, что Ева Линько являлась работающей пенсионеркой, и её общий доход за 2015 год составил всего… 44 тысячи гривен. Несмотря на задекларированные им в 2015 году совместное проживание с матерью в родном городе Кропивницкий и в 2016 году уже самостоятельное проживание в записанной на мать киевской квартире, Линько в 2015—2016 годах в управлении делами Верховной Рады взял больше 300 тысяч гривен в качестве компенсации за аренду непонятно какого жилья.
Согласно е-декларации, за 2016 год Линько за свое депутатство накопил 270 тысяч гривен, 17 тысяч долларов и 2 тысячи евро.